# Adam Hammill
Adam Hammill, född 25 januari 1988, är en engelsk fotbollsspelare (mittfältare).

## Karriär
Hammill var med och vann FA Youth Cup 2005/06 för Liverpool FC. Utlånad andra halvan av säsongen 06/07 till skotska Dunfermline Athletic. 07/08 lånades han ut till Southampton FC, där han åkte mycket in och ut ur laget. I juli 2008 skrev han ett nytt kontrakt med Liverpool. Samma dag meddelades det att han skulle lånas ut till Blackpool FC under sex månader. Han gjorde debut för Blackpool den 9 augusti 2008.
Den 20 januari 2011 skrev Hammill på ett 3,5-årskontrakt med Wolverhamton Wanderers.